# Hilmer Kenty
Hilmer Kenty est un boxeur américain né le 20 juillet 1955 à Austin, Texas.

## Carrière
Passé professionnel en 1977, il devient champion du monde des poids légers WBA le 2 mars 1980 après sa victoire au 9e round contre Ernesto Espana. Kenty conserve son titre face à Young-Ho Oh, à nouveau Espana puis Vilomar Fernandez avant d'être à son tour battu aux points par son compatriote Sean O'Grady le 12 avril 1981. Il met un terme à sa carrière en 1984 sur un bilan de 29 victoires et 2 défaites.

## Référence
1. ↑  (en) Ernesto Espana vs. Hilmer Kenty (boxrec.com)